# Эффект Валинса
Эффект Валинса — осознаваемое ощущение физиологических изменений при актуализации эмоциональной реакции.
Психолог Стюарт Валинс провел в 1966 году эксперимент на осознаваемое ощущение физиологических изменений при актуализации эмоциональной реакции. Валинс модифицировал таким образом Двухфакторную теорию эмоций Шехтера и Сингера. Согласно теории Валинса, для возникновения эмоций фактическое физиологическое возбуждение и, соответственно, ощущение возбуждения, не являются обязательными условиями, достаточно только когнитивной репрезентации (убеждения) собственного возбуждения, чтобы возникла эмоция.

## Эксперимент

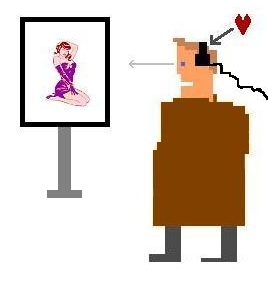
Эффект Валинса

В своем эксперименте Валинс показывал двум группам из мужчин-испытуемых десять фотографий привлекательных полуобнаженных женщин (фотографии из журнала «Плейбой»).
В начале эксперимента участники исследования экспериментальной группы были подключены к устройству, которое якобы рисовало кривую их сердцебиения. Вместе с этим испытуемые слушали через наушники записанный сигнал пульса. Играющий в наушниках сердечный ритм не был их собственным. Руководитель эксперимента заранее определил, при демонстрации каких фотографий записанный ритм будет учащаться либо замедляться. Таким образом симулировалось ощущение состояния спадающего или возрастающего возбуждения.
В контрольной группе участники также во время просмотра фотографий слушали через наушники те же самые звуки. Однако руководитель исследования представил им эти звуки как ничего не значащие фоновые шумы и помехи.
В конце эксперимента испытуемые должны были оценить в анкете по шкале привлекательности каждую показанную им фотографию. Кроме того участники могли еще раз выбрать несколько из этих снимков и забрать их себе. 
Последующий анализ результатов показал, что связь между изменением частоты сердцебиения и степенью привлекательности существует. Ощущаемое испытуемыми возбуждение (например, «мой пульс участился, значит эта девушка привлекательна») оказывало влияние на ранжирование.

## Критика
Эффект Валинса с тех пор многократно перепроверяли. Исследования в разных областях приводили к одинаковым результатам. Но были и оппоненты,

так как эффект Валинса проявлялся и при других условиях.
Критике также подвергалось

то, что, возможно, испытуемые реагировали на так называемые «принудительные характеристики», и то, что при известных обстоятельствах в экспериментальной и контрольной группах существовали различия во внимательности.
Некоторые критики

оспаривали показатель эмоционального отношения. С их точки зрения, шкала оценки привлекательности и выбор снимков — это спорные индикаторы эмоций.
Основная же критика

была связана с физиологической основой эффекта. Валинс утверждал, что обманчивое учащение частоты сердечных сокращений (ЧСС) способно вызвать эмоциональную реакцию при том, что реальных физиологических изменений (увеличения ЧСС) не происходило. Последующие же исследования показали, что даже ложная информация об увеличении ЧСС способна вызвать реальное увеличение частоты пульса, — таким образом, разбивая основной аргумент Валинса о том, что эмоциональная реакция возникала вне связи с физиологическим возбуждением. Этот принцип лежит в основе системы биологической обратной связи.